# Tertulino de Roma
Tertulino o Tertulín (más raramente, Tertuliano) fue un mártir de la Iglesia católica del siglo III, presbítero ordenado en Roma por el propio Papa San Esteban. 

## Biografía
Según el Acta Sanctorum, nació pagano y fue siervo (doméstico) en la casa del tribuno romano Olimpio. Olimpio fue convertido y bautizado en su propia casa, junto con su mujer Exuperia y el hijo de ambos, Teódulo, por el Papa san Esteban. Cuando pocos meses después (octubre del año 256) fueron martirizados junto al Coliseo de Roma, después de ser condenados en audiencia pública por Valeriano a ser quemados vivos, Tertulino quedó encargado de su hacienda.
En el verano siguiente, arreciando la persecución a los cristianos decretada por el emperador Valeriano, se produjo el martirio de los doce santos diáconos de Roma: Bono, Fausto, Mauro, Primitivo, Calumnioso, Juan, Cirilo, Basilio, Teodoro, Exuperancio, Cástulo y Honorato, que fueron decapitados cerca del acueducto de la Via Latina a las afueras de Roma. Sus cuerpos quedaron expuestos en el lugar, cuando Tertulino, movido de compasión, dio sepultura a los cadáveres de los doce santos clérigos mártires (2 de agosto de 257). 
Fue entonces cuando el propio Papa san Esteban instruyó en la fe de Cristo y bautizó a san Tertulino. Dos años después de su bautismo, san Tertulino fue condenado por el emperador Valeriano, que le pidió cuentas del patrimonio de su antiguo amo san Olimpio Mártir. Tertulino respondió haber consagrado a Dios sus riquezas en las manos de los más pobres.

“Qui post biduum a baptismo suo ductus est ad Valerianum jussusque est ut Olympii facultates proderet.

Cui Tertullinus: Si facultates domini mei cupis, æternam vitam consequi poteris, quas ille pro Christo moriens in æternam vitam suscepit.
Cui Valerianus: Ergo, inquit, facultates domini tui vitam præstant?
Respondit Tertullinus: Regnum perenne est Christi Domini nostri, qui habet potestatem mortis et vitæ.

Valerianus ad suos conversus ait: Videtur hic effectus insanus; jussitque illum fustibus cædi, et latera ejus facibus inflammari”.
 Acta Sanctorum

Traducción:

“Dos días después de su bautismo fue conducido ante Valeriano, que le ordenó revelar (donde estaban) los caudales de Olimpio. 

Tertulino: Si quiere las riquezas de mi señor, podrá alcanzar la vida eterna, pues él (Olimpio) recibió la vida eterna muriendo por Cristo (en el sentido de que la mayor riqueza de Olimpio es la vida eterna alcanzada al morir por Cristo).
Y Valeriano: Bueno, entonces, ¿vives de las riquezas de tu amo? 
Respondió Tertulino: El Reino de Cristo nuestro Señor es perenne, tiene el poder de la muerte y de la vida. 

Valeriano se volvió hacia sus hombres y dijo: Ved aquí el efecto de la locura; ordenó que le golpearan con palos, y le quemasen los costados con antorchas".
 Actas de los Santos

## Martirio
Valeriano entregó a Tertulino al prefecto Sapricio, para que le obligase a adorar a los dioses, y no pudiendo convencerlo, le quebraron los dientes con piedras, lo descoyuntaron en la rueda, y por último, lo degollaron junto al segundo miliario de la Via Latina el 4 de agosto de 259 (coordenadas: 41°52′30″N 12°30′20″E / 41.874921, 12.505568). El mismo Papa san Esteban, según refieren las actas martiriales del propio Papa, sepultó su cadáver en una catacumba.

## Culto
En la Alta Edad Media, sus reliquias fueron trasladadas al monasterio de Schlehdorf por su primer abad, Atto de Frisinga. Ahora reciben culto en la iglesia parroquial de San Tertulín de Schlehdorf, en lo que era la iglesia abacial del monasterio (coordenadas: 47°39′28″N 11°19′05″E / 47.657778, 11.318056).